# Dírkonošci

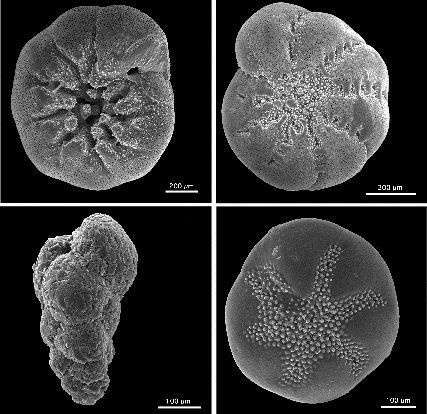
Schránky dírkonošců

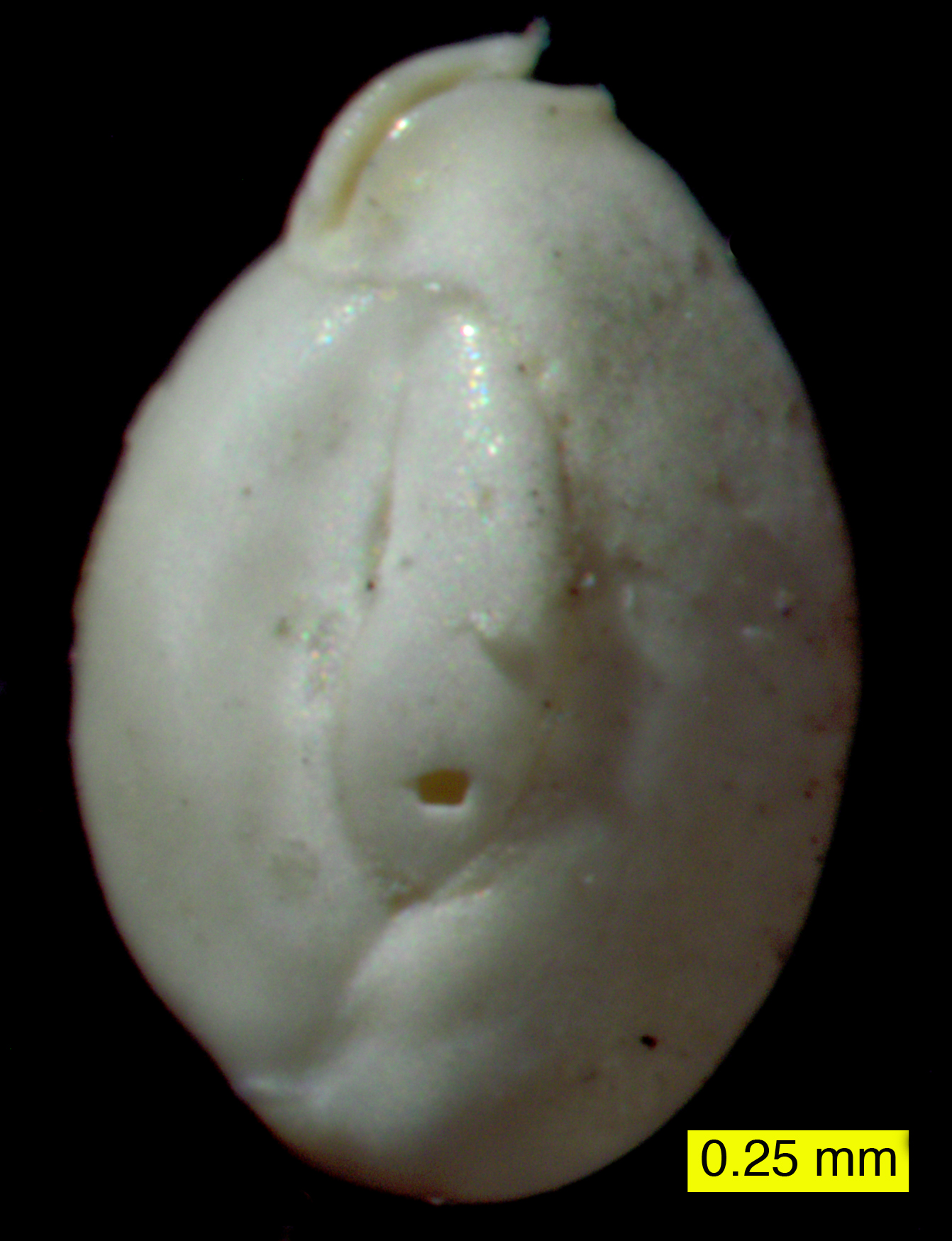
Quinqueloculina

Dírkonošci (Foraminifera, tedy v překladu „otvůrky nesoucí“) jsou jednobuněční mořští prvoci z říše Rhizaria. Vytvářejí vápnité, často velmi zdobné schránky s mnoha drobnými otvůrky, z nichž vychází panožky. Jednobuněčnou nebo vícebuněčnou schránku vyplňuje protoplazma, která z něj částečně vystupuje ústím nebo drobnými póry. Dírkovci se vyskytují od prvohor dodnes. Mnohé rody se v určitých obdobích mimořádně rozšířily, jejich schránky měly podíl na tvorbě hornin (rod Fusulina v karbonu, Discocyclina a numulity v paleogénu). Na některých skupinách dírkovců je založená jemná stratigrafie druhohor (např. rody Globotruncana, Orbitoides) a třetihor (numulity, Miogypsina, Globorotalia), některé rody žijí v dnešních mořích (rod Globigerina).
Dírkonošci jsou blízkými příbuznými kmenu mřížovci (Radiozoa) a kmenu Cercozoa.

## Klasifikace
Klasifikace dírkonošců je v současné době velice problematická. Existují systémy založené na vzhledu schránek, ale ty se neshodují s molekulárně biologickými daty. Podle fylogenetických výzkumů se zdá, že se dírkonošci dělí na dvě fundamentální linie, jedna zahrnuje zástupce bez schránky a druhá zahrnuje druhy se schránkou. Druhy se schránku s více komůrkami zřejmě vznikly v evoluční historii vícekrát. Existují různé klasifikační systémy, například tento dělí dírkonošce do 16 řádů:
- Allogromiida
- Astrorhizida
- Lituolida
- Trochamminida
- Textulariida
- Fusulinida †
- Miliolida
- Carterinida
- Spirillinida
- Lagenida
- Buliminida
- Rotaliida
- Globigerinida
- Involutinida
- Robertinida
- Silicoloculinida

Mimo to byla popsána neobvyklá skupina Xenophyophorea, řazená rovněž do dírkonošců.

## Zástupci
Mezi dírkonošce řadíme jednoho z největších, dnes již vyhynulých prvoků, který se jmenuje penízek (Nummulites). Jeho spirálovité mnohokomůrkové schránky dosahují v průměru až 10 cm. Dnes tvoří mohutné vrstvy nummulitových vápenců. Další zástupce, kulovinka (Globigerina), se vyskytuje v mořích dodnes. Její schránky se usazují v podobě globigerinového bahna, které tuhne ve vápencové nebo křídové vrstvy.

## Historie zkoumání
První zmínky jsou z 5. století před naším letopočtem. Hérodotos si všiml, že ve vápenci egyptských pyramid se nacházejí čočkovité útvary. Údajné „čočky“ nebyly nic jiného, než velké bentické foraminifery – numulité. V 17. století dírkovce zkoumali Robert Hooke a Anthony van Leeuwenhoek, kteří pořídili spousty nákresů. V průběhu 18. století popsal Carl Linné první organismy s pevnou schránkou, zařadil je ovšem mezi loděnky. V této době se uvažovalo o foraminiferách spíše jako o živočiších, než je v roce 1835 Dujarin zařadil do Protozoí. Krátce na to Alcide d'Orbigny vytvořil první klasifikaci. Dírkonošci byli hojně zakreslování, ovšem často bez jakékoli vědecké přesnosti, se zaměřením spíše na estetiku. Zlom nastal po expedici Challenger, která započala v roce 1872, a přinesla mnoho poznatků o organismech mořského dna, včetně obrovského množství detailních nákresů. Zkoumání foraminifer pokračuje i dnes (např. mechanismy vzniku aglutinované schránky).

## Ekologie
Dírkonošci jsou heterotrofní organismy živící se substrátem, fytoplanktonem a zooplanktonem. Některé druhy mají symbiotické řasy Zooxantelly. Jedná se o mořské, převážně bentické organismy (infauna), které se vyskytují na písčitém i bahnitém substrátu. Existuje cca 4000 recentních druhů, z toho asi 40 je planktonních. Jsou stenohalinní (snášejí salinitu do 38 ‰) a pokrývají všechny mořské hloubkové zóny. Snášejí i brakickou vodu. Vyskytují se ve všech zeměpisných šířkách a jsou vhodnými indikátory znečištění. Obsah kyslíku je pro ně limitující. Ekologická flexibilita je velmi vysoká – díky tomu byli schopni přežít vymírání, které bylo pro jiné druhy fatální.

### Bentické foraminifery
Formy bentické (žijí na dně nebo pevném podkladu) jsou známy od kambria do recentu z mořských i brakických prostředí. Mají bohatě diverzifikované schránky (tvar, velikost i látkové složení). Schránka je tvořena jednou nebo více komůrkami, které jsou uspořádány do spirály, popř. jedné nebo více řad. Stěna může být slepená z různě velkých zrníček např. písku (aglutinovaná), organické hmoty, vzácně může být i křemitá. Karbonátové schránky jsou schopné akumulovat 1–5 % stroncia, což je nejvyšší koncentrace ze všech mořských bezobratlých živočichů. Pod CCD (kompenzační karbonátová hloubka) se zachovávají pouze schránky aglutinované, díky rozpouštění CaCO3 v sedimentech. Rozdělení dírkonošců je umělé – podle rozměrů, dělí se na „velké“ a „malé“, hranice mezi nimi je kolem 5 mm. Horninotvorný význam mají především velké foraminifery, např. mladopaleozoické rody Fusulina a Schwagerina (mladší prvohory), rod Orbitolina (křída) a Nummulites (paleogén, schránky až 6 cm v průměru). Některé skupiny se živí diatomity.

### Planktonní foraminifery
Planktonické formy jsou známé už od svrchní jury. Vyskytují se v eufotické zóně vodního sloupce, což je zhruba od 50 do 100 m. Na vrcholcích středooceánských hřbetů tvoří „sníh“ na dně oceánu. Schránky obsahují malé množství hořečnatého kalcitu, převažuje vápenec. Komůrky mají spirálovité uspořádání, stěny jsou hodně perforované póry. Čeleď Globigerinida se vyznačuje tím, že z povrchu schránek vybíhají dlouhé tenké jehlice, ovšem schránkám tvořícím sediment jehlice chybí. Pozdější ontogenetická stadia přecházejí do větších hloubek, proto se schránka modifikuje pomocí uložení silnější vrstvičky materiálu. Rozmnožování neprobíhá ve vodách s nižší salinitou než 30‰, tzn. nežijí v Černém moři, kde je salinita pouhých 17 ‰. Planktonní formy jsou hojné v hemipelagických sedimentech, v případě pelagických sedimentů se tvoří sediment spolu se zbytky vápnitého nanoplanktonu – tzv. foraminiferové kaly. Rychlost sedimentace je cca 1–8 cm za 1 000 let. V České republice se nachází v sedimentech České křídové pánve, a v křídových a třetihorních usazeninách Karpatské soustavy.

## Typy schránek
Existují i druhy bez schránky, ostatní organismy mají tři typy pevných schránek: organickou (tektinovou), aglutinovanou nebo vápnitou. Ve schránce můžeme najít otvory (lat. foramen – otvor) v podobě pórů a ústí, sloužící pro komunikaci jedince s okolním prostředím. Dírkovci mají panožky (rhizopodia) s granulátovou protoplazmou, různě modifikované pseudopodie, které slouží např. k nálezu a ulovení potravy, pohybu a stavbě schránky. Potrava dírkovců je variabilní. Typ a struktura schránky skvěle vypovídá o charakteru života daného jedince – zda byl epifaunní nebo infaunní. Epifaunní jedinci nemuseli dělat prostorové úspory, proto jsou zaoblení, naproti tomu infaunní jsou zploštělí, kvůli lepší pohyblivosti v substrátu. Lze tedy říci, že zde existuje vztah mezi tvarem a způsobem života.
Schránka může být složena buď z jedné nebo z více komůrek. Jednokomůrková schránka je fylogeneticky starší, uvažuje se, že vznikla sekundárně z mnohakomůrkových. Mnohakomůrkové jsou fylogeneticky mladší a jsou členěné na více částí. První komůrka se nazývá proloculum. Mezi dalšími komůrkami nacházíme sutury (švy) a septa (přepážky).

### Organická
Nejpůvodnější typ. Je složen z tektinu (polysacharid), mívá lehce nazlátlou barvu. Dnes je spíše na ústupu.

### Aglutinovaná
Schránka je složena z mnoha drobných částeček – například zrnka písku, jehlice hub, schránky rozsivek a kokolitů, organický tmel, Ca, Si, a Fe. Dobře zachovatelný v fosilním záznamu.

### Sekreční
Sekreční fosilní schránky jsou často kalcitové, v případě hlubokomořských schránek je časté prokřemenění. Člení se dále na 3 podtypy.

#### Mikrogranulátní
Tento typ je složen z oválných zrn kalcitu, které jsou obaleny v kalcitovém tmelu. Vypadá jako posypaný cukrem.

#### Porcelánovitá
Jsou zde dvě vrstvy kalcitových krystalů, na světle se nápadně podobají porcelánu – odtud název.

#### Sklovitá
Skládá se z více vrstev kalcitových nebo aragonitových krystalů uložených kolmo ke stěně schránky. Sklovitý vzhled.

## Životní cyklus
Dochází k nepravidelnému střídání pohlavního a nepohlavního rozmnožování. Existuje zde pohlavní dimorfismus v podobě mikrosférických a makrosférických schránek. Při nepohlavním rozmnožování haploidní generace vytvoří velký proloculus (1. komůrka), a vzniká megalosférická schránka. Při pohlavním rozmnožování diploidní generace má tendenci vytvořit menší proloculus, jemuž se říká mikrosférický. Tyto generace se nepravidelně střídají, většinou ale chybí pohlavní cyklus.

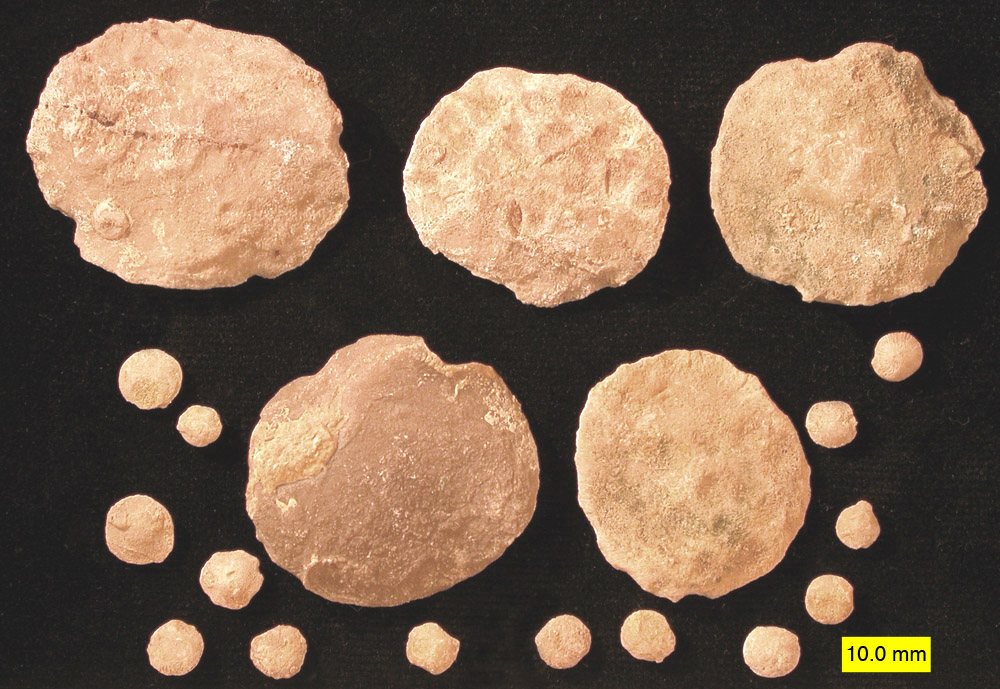
Mikrosférické a makrosférické schránky (fosilní)

## Stratigrafie
Podle molekulárních analýz mohou dírkonošci existovat 800 milionů až 1,2 miliardy let. Vyskytují se od kambria (cca před 550 miliony let) až dodnes. Planktonické formy zažily největší rozvoj v devonu (cca před 200 miliony lety), a ve spodní juře – celosvětově platné zónování křídy a terciéru podle foraminifer (uváděno s přesností až na 3–4 miliony let). Foraminifery přežily velká vymírání díky své adaptabilitě na změnu podmínek pro život. Velké foraminifery jsou známé od permokarbonu.

## Využití
Díky kosmopolitnímu rozšíření jsou dírkonošci skvělými biostratigrafickými indikátory pro svrchní devon až recent. Díky nim máme materiál pro datování stáří, korelaci sedimentů, geochemické záznamy o teplotě moří a chemickém složení, salinitě, a mnoho dalšího. Foraminifery hrají zásadní roli v balancování a hospodaření v biosféře. Jsou ideální pro tvorbu paleoekologických rekonstrukcí. Velmi významné využití je rovněž v petrochemickém průmyslu, kdy na základě analýzy hornin lze najít ložiska.